# Hasdai Crescas

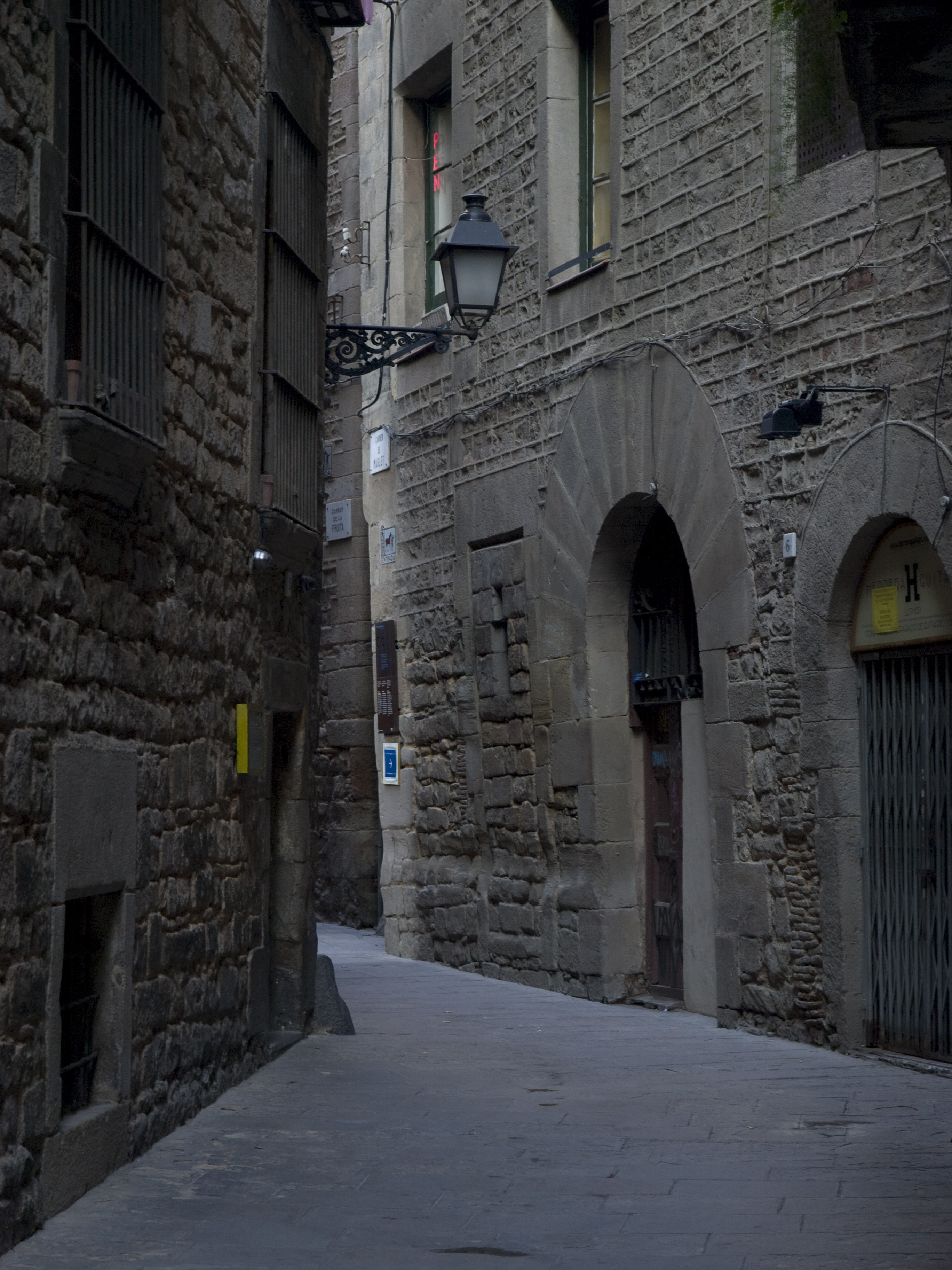
Carrer Marlet, donde nació Crescas, en el antiguo barrio judío de Barcelona

Hasdai Crescas o Cresques (en hebreo: חסדאי קרשקש) (nacido en Barcelona en 1340 - fallecido en Zaragoza en 1412) fue un filósofo, jurista y escritor judío español, rabino en Barcelona y Zaragoza y cuya obra más importante, La Luz del Señor, critica el pensamiento de Maimónides y de Gersónides y adopta el punto de vista racionalista sobre la fe judía.

## Biografía
Hasdai ben Abraham ben Hasdai ben Judá ben Hasdai Crescas nació en Barcelona en el seno de una estirpe de eruditos. Estudió bajo la tutela de Nissim Gerondi, conocido también bajo el acrónimo RaN, al lado de Isaac ben Chechet (el Ribash), y formará a grandes sabios, entre los cuales estuvieron Joseph Albo, el rabino Mattathias de Saragossa y el rabino Zerahia ha-Lévi Saladin. Será también ávidamente leído por Baruch Spinoza, quien se fundará en él para rebatir la unión de filosofía y religión que proponía Maimónides.
Como su maestro, Hasdai Crescas fue en efecto un gran talmudista y filósofo. Tuvo igualmente una opinión experta en materia de Ley judía, por más que no ocupara nunca un puesto oficial de rabino.
Gozó de una cierta riqueza material y de la estima de los poderosos, de forma que en 1393 fue nombrado ejecutor testamentario exclusivo de su tío, Vitalis Azday, por Juan I de Aragón. Sin embargo, habría conocido, como todos los judíos, una buena parte de sufrimientos y miserias: en 1378 fue aprisionado sobre la base de una falsa acusación, y calumniado numerosas veces por el simple hecho de ser judío. Y en 1391 su hijo único murió martirizado por su fe, en el curso de los pogroms antisemitas de su época.
Sin embargo, estas pruebas no nublaron sus facultades ni su fe, ya que redactó sus más grandes obras después de este periodo. Otro episodio que marcó su vida fue su reencuentro con el falso mesías Cisneros, del que fue brevemente partidario. En 1401 marchó a visitar a Joseph Orabuena por petición de Carlos III de Navarra, en cuyos anales consta que se pagaron los viajes por varias villas del Reino de Navarra del "Rabino de Zaragoza".

## Obras
Sus trabajos haláquicos no han llegado a nosotros, y tal vez no hayan existido nunca en forma organizada, a pesar del comentario sobre el Mishné Torá. Se han conservado, sin embargo, trabajos fundamentales:
- Or Adonai, la "Luz de lo Eterno", es una de las tentativas más logradas para cuestionar la dogmática del Judaísmo a través, en especial, de reflexiones sobre la naturaleza de la fe y las creencias cardinales de la Biblia y del Talmud. Decidir sobre doctrinas judías llevó a Crescas a entrecruzar los mundos del aristotelismo medieval, de sus comentaristas judíos y árabes, de las sentencias rabínicas, del Talmud y del Midrash y, en fin, de los herejes judíos. Obra originalmente concebida para criticar a Maimónides (y a aquellos entre los pensadores judíos que aceptaron su visión del mundo al tiempo que rechazaban aquellos de sus elementos contrarios a la tradición), este trabajo se convirtió en el precursor de la revolución científica del siglo XVI. Un estudio importante de este trabajo fue realizado por Harry Austryn Wolfson (“Crescas’ Critique of Aristotle” Cambridge, Harvard University Press, 1929). Por otra parte, recientemente se ha publicado la primera traducción francesa (traducida, anotada y crítica) por E. Smilevitch: La Lumière de l’Éternel Hasdaï Crescas, Hermann, Ruben Editions, 2010.

- Refutación de los principios cristianos, redactada en castellano en 1398 a petición de grandes de España, no se conoce más que la traducción de Joseph ibn Shem Tov. Aunque la obra haya sido redactada con fines indiscutiblemente polémicos, se convierte rápidamente en apologética, pues el fin de Crescas era en verdad exponer las razones por las cuales los judíos eran tan fieles a su fe ancestral.
- El sermón pascual, donde habla de filosofía religiosa, pero también de Halajá.
- Carta a la congregación de Avignon, publicada como apéndice a la edición de Wiener de Shevet Yehuda, en la cual cuenta los eventos acontecidos en el curso de los pogromos de 1391.

## Filosofía de Crescas

### La teología de Crescas
La teología de Crescas se vio influida por un entorno cambiante: la principal amenaza para el judaísmo ya no era el racionalismo filosófico, sino el cristianismo. La presión constante del cristianismo, las disputas y los bautismos llevaron a Crescas a escribir un ensayo polémico contra el cristianismo. También se perciben ecos de esta polémica en la principal obra de Crescas, La luz de Dios

#### Fundamentos de la fe
Crescas expuso los famosos 13 principios de la fe de Maimónides revisados y redujo su número a seis.
Principios cuya negación equivale, según Crescas, a la negación de toda la Torá:
1. Omnisciencia Dios
2. Dios vigila a las criaturas
3. Omnipotencia Dios
4. La existencia de la profecía
5. La existencia de la libertad humana elección
6. El propósito último de la Creación

Menos importantes son los principios basados en la Torá, pero su negación no implica la negación de la Torá:
1. Creación del mundo de la nada
2. Inmortalidad del alma
3. Retribución por el bien y el mal
4. Resurrección de entre los muertos
5. Eternidad de la Torá
6. Veracidad de la profecía de Moisés
7. Fe en Urim y Tumim
8. Creencia en la venida del Messiah

También hay una lista de creencias basadas en la Torá, pero no obligatorias de creer. Crescas creía que el fundamento del judaísmo no es la comprensión intelectual. Aunque el intelecto puede llevar a la comprensión de algunos de los fundamentos de la fe, pero independientemente de ello, la base primordial es la Revelación Divina, por lo que una conclusión de la Torá es base suficiente.

#### El pecado original
Aunque muchos comentaristas judíos han señalado que la propia naturaleza humana cambió tras la caída de Adán en el pecado, Crescas es casi el único filósofo medieval judío que interpretó la caída como pecado original, que debe ser expiado. Crescas se basa en la afirmación del Talmud de que "desde que la serpiente primordial llegó a Hava, ha depositado la impureza (en hebreo: זוהמה, "zuhama"‎) sobre nosotros, pero del pueblo de Israel que estuvo en el monte Sinaí, se desprendió esta impureza". Crescas explica que la caída de Adán le causó un fuerte deseo de materialidad. Más tarde, sin embargo, apareció en el mundo Abraham, que estaba dispuesto a llevar a Yitzchak como sacrificio, y sacrificar así a toda la nación de Israel. Por ello, Dios hizo una "Nueva Alianza" con él y lo salvó de la persecución de la materia. Crescas se caracteriza por interpretar el sacrificio de Itzjak como prototípico de todo el destino futuro del pueblo judío con su autosacrificio, lo cual es especialmente comprensible dada la muerte del propio hijo de Crescas. Así, en hebreo: עקדה‎ ("akeda", "la atadura de Itzjak") y el pacto de la carne de Abraham, la circuncisión, expían el pecado original.

#### El significado de los mandamientos
De la interpretación anterior se deduce que uno de los significados de los mandamientos según Crescas es redentor.
Aparte de eso Crescas da también otros significados y al mismo tiempo polemiza con los cristianos que afirmaban que los mandamientos fueron dados sólo por un período de tiempo, para el desarrollo inicial de la humanidad. Crescas demuestra que los descendientes de Abraham en Egipto mostraron capacidad de autosacrificio y no se encontraban en absoluto en un nivel particularmente bajo, por lo que es para ellos para quienes se necesitan muchos mandamientos.
Según Crescas, los mandamientos tienen varios tipos de objetivos: primarios, intermedios y finales. En primer lugar, mediante los mandamientos el hombre reforma su carácter, alcanza la perfección intelectual y moral, establece una estructura social justa y provoca el amor entre las personas. Sin embargo, todo esto, según Crescas, no es el significado final de los mandamientos.
Los significados posteriores de los mandamientos son asegurar la perfección del alma para que pueda existir incluso después de la muerte. Sin embargo, el objetivo más importante es hacer que el hombre ame a Dios, aferrar al hombre a él y, en consecuencia, conducir al hombre a la felicidad (eudemonismo). El amor es el fin último no sólo del sujeto, sino también del objeto de los mandamientos. El hombre alcanza un estado en el que está constantemente en el resplandor de la presencia divina, tanto en la vida como después de la muerte.

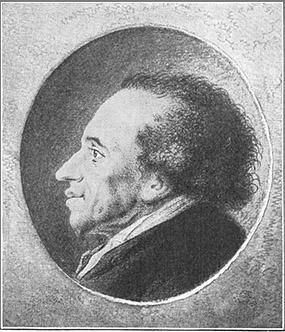
Moses Mendelssohn

En la explicación de Crescas sobre el significado de los mandamientos se percibe una reelaboración creativa de las ideas de Yehuda Halevi, Maimónidesa, Hersonides, Abraham ibn Daud, Saadia Gaon. A diferencia de muchos de sus predecesores, Crescas no utiliza el concepto de mandamientos disciplinarios, que se dan para dar más mérito a las personas. Según Crescas, los mandamientos, que carecen de base racional, tienen por objeto refinar al hombre para conducirlo a la inmortalidad del alma. Esto concuerda con otra divergencia entre Crescas, por un lado, y Maimónides y Gersonides, por otro: Crescas niega que la inmortalidad del alma concierna sólo a la mente. Según Crescas, otras partes de la personalidad, como las emociones, y entre ellas sobre todo el amor a Di-s, también están incluidas en la parte inmortal del alma. El conocimiento como tal no asegura la inmortalidad del alma, pero algún conocimiento es necesario como base de la Torá y sus mandamientos. Además, Crescas niega la transmigración de las almas reconocida por la Cábala, y esto es característico ya que Crescas tomó sólo ideas individuales de la Cábala, no todo el sistema.
De considerable interés es el tratamiento que Crescas da al primer mandamiento. Contrariamente a la concepción habitual de Maimónides, Crescas se opone categóricamente a la existencia de mandamientos cuyo contenido sea la fe. Demuestra de tres maneras (lógica, halajá, psicología) que los mandamientos de creer en algo no existen, y sobre todo no puede haber un mandamiento de creer en Dios. Los mandamientos, según Crescas, sólo pueden estar en la acción. Este punto de vista encuentra eco en las enseñanzas de Moses Mendelssohn. Este último, en su obra principal "Jerusalén" critica a Maimónides por apartarse de la antigua tradición judía de no constituir dogmas de fe. Como respuesta positiva, Mendelssohn menciona los nombres de Crescas, Albo y otros. Con ello, Crescas sentó las bases de la noción de que los mandamientos sólo existen en la acción (la ortopraxia judía), que también apoyan algunos pensadores modernos, como Leibowitz Ishayahu, quien mencionó a Crescas como un gran filósofo religioso.

#### El problema de los atributos de Dios
Un problema muy tratado en la Edad Media es si Dios tiene atributos positivos, es decir, cómo entender palabras como "misericordioso", "bueno" y similares en relación con Dios.
Maimónides adoptó una posición extrema sobre esta cuestión. Todas las palabras que se aplican a Dios y a cualquier otra persona son simplemente pares de homónimos puros, pares de palabras que tienen significados diferentes pero que coinciden por casualidad. En consecuencia, todos los lugares en los que la Biblia aplica epítetos a Dios deben considerarse puras metáforas; no hay ni puede haber analogía o semejanza entre Dios y otro objeto.
Muchos otros pensadores no llegaron tan lejos. Así, Gersonides piensa que existe una conexión definida entre los epítetos aplicados a Dios y los epítetos aplicados a otra cosa. Los primeros expresan el significado original y verdadero de la palabra, mientras que los segundos expresan un significado posterior, distorsionado y simplificado.
Crescas adoptó inicialmente la posición de Maimónides de todo corazón, sometiendo a Gersonides a duras críticas. En el período posterior, sin embargo, la influencia de los escolásticos latinos y luego de la Kabbalah, especialmente las enseñanzas de Azriel de Girona. Crescas se pasó primero a las posiciones de Gersonides: 
El significado general de la palabra [existencia] es que el objeto al que se atribuye existencia no está ausente, y así se dice de Dios, bendito sea, y de las demás sustancias, a saber, que no están ausentes, sólo que se dice de él en el sentido a priori y de los demás seres en el sentido a posteriori. Por lo tanto está claro que la palabra "existe" se dice de Él y del resto de los seres, no en un sentido absolutamente equívoco, sino como una especie de anfíbol. 
Luego Crescas fue aún más lejos, afirmando la existencia de atributos esenciales (en hebreo: תארים עצמייים, te'arim atzmi'im‎) identificados con las diez sfirot.
Tal posición se acercaba peligrosamente al cristianismo, de modo que incluso RIVASH, al criticar la Cábala, comparó la creencia de "algunos filósofos" en el diezmo con la de los cristianos en la trinidad. Una observación similar hizo el traductor de la obra de Crescas en hebreo: "ביטול עקרי הנוצרים" ("Bittul ikarei ha-notzrim", "Refutación de los fundamentos de la fe cristiana")‎. Shem Tov Ben Yosef Ibn Shem Tov (שם טוב בן יוסף אבן שם טוב) en el lugar donde Crescas disecciona la creencia cristiana en la trinidad.
Crescas consiguió mantenerse en una posición aceptable para otros pensadores ortodoxos y mantener la unidad e inmaterialidad de la Divinidad. Crescas utilizó como ilustración la imagen del libro "Yezirah": llama y carbón, la llama (análogo de atributo) no existe sin el carbón (análogo de sustancia), pero no lo es. Como resultado, Crescas se queda con la creencia de que Dios es trascendente e incognoscible, aunque los atributos esenciales (sphirot) son inmanentes. El más tarde prominente cabalista Meir ibn Gabbai elogió las descripciones de Crescas de las sphirot.

### Metafísica

#### La prueba de la existencia de Dios
Crescas relató la prueba cosmológica del Ser de Dios según Maimónides, procedente de la rotación de la esfera celeste, y la refutó en muchos puntos. 
Examen de la prueba del Maestro de la existencia de Dios, de su unicidad, de que es incorpóreo y no una fuerza en el cuerpo. Exploraremos la cuestión desde dos perspectivas. La primera es la duda de muchas de las proposiciones sobre las que descansa la prueba de Maimónides. La segunda es si la prueba de Maimónides sería indudable aunque estas cláusulas estuvieran probadas. Observando la primera prueba de Maimónides, encontramos que se apoya en siete postulados, sobre los que ya hemos demostrado que no son ciertos. En la lista de postulados de Maimónides éstos son la posición 1, de lo contrario el motor de la esfera celeste puede ser un cuerpo infinito que posee un poder infinito, la posición 2, de lo contrario la esfera puede ser movida por otra esfera y así hasta el infinito, la posición 3, de lo contrario puede haber un número infinito de motores, la posición 8, de lo contrario el motor puede ser una fuerza indivisible en un cuerpo, como el alma o el intelecto, la posición 12, de lo contrario el motor puede ser un cuerpo que posee un poder infinito. También requiere la verdad de la posición 26, de lo contrario el motor podría ser una fuerza distribuida en el cuerpo y poseer energía finita, o incluso una fuerza no distribuida en el cuerpo y poseer energía finita. Puesto que ya se ha establecido en los párrafos anteriores que el razonamiento que establece la verdad de esta prueba es incorrecto, se deduce que toda la prueba de Maimónides es también inválida. En cuanto al segundo punto de vista, incluso entonces la prueba es refutada por dos razones...
Concluyó que la religión no se basa en la investigación científica racional, aunque la ciencia no contradice a la religión, pues la verdad no puede contradecir a la verdad.

Crescas también cuestionó las pruebas metafísicas de Maimónides, especialmente su uso del axioma de que una cadena infinita de causa-efecto es imposible. En su lugar, Crescas ofreció su propia prueba metafísica:
Causas y efectos pueden ser infinitos o finitos, pero inevitablemente llegamos a la conclusión de que debe haber alguna causa agregada de todos ellos que da preferencia a su existencia sobre la no existencia. Tal es la causa de la totalidad de todos ellos, es decir, la preferencia de su existencia sobre la no existencia, y ese es Dios, bendito sea. Así la existencia de Dios está probada más allá de toda duda.
Así, Crescas admite que puede ser posible probar de forma racional la existencia de Dios, pero en todo caso no conocer su voluntad y atributos.

#### Dios de amor y alegría
Maimónides repite la fórmula aristotélica de que Dios es una mente que se conoce a sí misma. Levi Ben Gershom apoya plenamente esta tesis. Así, los predecesores de Crescas en la filosofía religiosa creían que Dios era pura razón.
Por otro lado, los aristotélicos también atribuían alegría a Dios. Gersonides, por ejemplo, incluye incluso la noción de alegría divina en su lista de cinco fundamentos de la fe
Crescas señala que la filosofía aristotélica contiene una contradicción porque Dios como intelecto puro no puede estar sujeto a la emoción. Según Crescas, Dios no es un intelecto puro, y la alegría sí que existe, pero no una pasión como en los entes creados, sino una acción. En otras palabras, la alegría de Dios es su acción, principalmente la creación y el mantenimiento del Mundo. Además, es el llenado del Mundo con amor lo que hace que el Mundo sea armonioso, es como si todo estuviera lleno de este amor e impulsado por él, como si fuera una fuerza natural básica. Algunos estudiosos modernos ven la principal importancia de Crescas en esta misma tesis.
Fórmula de bendición establecida por nuestros Sabios: "en cuya morada está la alegría" debe entenderse literalmente, no necesitamos recurrir a la alegoría en este caso.... Puesto que la alegría tiene algo en común con Dios al permitir que se derrame su bien, y con las criaturas al recibir ese bien, se deduce que la verdadera alegría está "en su morada" (en hebreo: במעונו "bemeono"‎), Es decir, en su morada (en hebreo: במשכנו "bemishkano"‎), en el reino de los cielos, donde está la morada de las entidades espirituales (en hebreo: רוחניים "ruhaniim"‎). 
Puesto que el amor y la alegría tienen un estatus ontológico tan elevado, y el hombre es semejante a Dios, Crescas da importancia a estos sentimientos en el hombre, es el amor el fin último del hombre. Por el camino aborda el problema de la retribución por creer. Según Crescas, el hombre no es libre de elegir sus creencias, sino que llega a ellas bajo la influencia de la razón. Entonces, ¿cómo pueden las creencias conllevar un castigo o una recompensa? La respuesta, según Crescas, es que no son las creencias en sí, sino las emociones que las acompañan las que provocan la retribución; una persona no es responsable de las creencias, sino de los sentimientos. Afirmando así la supremacía de la voluntad sobre la razón, que puede ser la influencia de Dunce Escoto.

#### Determinismo y libre albedrío

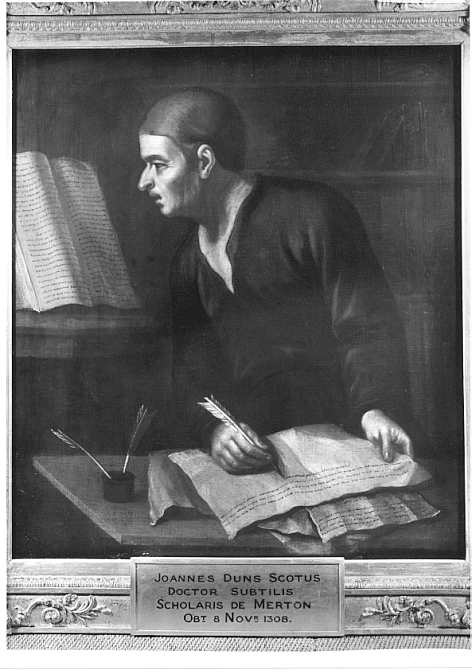
Duns Escoto

Una posición peculiar y muy radical adopta Crescas sobre la cuestión del libre albedrío y su compatibilidad con la omnisciencia del Todopoderoso, abarcando también el futuro. En esta posición se deja sentir la influencia de la escolástica latina más que de la griega, sobre todo de Dunce Escoto. Esta influencia es muy posible, ya que dos seguidores del "doctor fino" de D. Escoto, Alfredus Gonteri y Peter Thomae, enseñaron en Barcelona muy cerca de la judería. El análisis de Crescas comienza con la cuestión de si es posible. Después de analizar los argumentos a favor y en contra, Crescas concluye que hay posibilidad en las cosas como tales, pero que las cosas mismas están predeterminadas en términos de las causas que las causaron.
Así, la causa causa la manifestación de la voluntad, pero la voluntad misma sigue siendo ella misma, sin necesidad ni compulsión (en hebreo: חייוב והכרח, hiyuv vehekreh‎). Por su propia naturaleza, se preserva la posibilidad de desear por igual ambas alternativas, a menos que la causa provoque un mayor deseo por una de las alternativas, de modo que uno no siente ni compulsión ni coacción (en hebreo: לא ירגיש בשום הכרח ואונס, lo yargish be-shum hekrekh ve-ones vehekreh‎). Puesto que la posibilidad del deseo se conserva igualmente, se llama voluntad en lugar de necesidad.
De hecho, esto significa un determinismo completo, lo cual, según el propio Crescas, es peligroso para las masas. Crescas va aún más lejos en materia de creencias. Aquí también reina el determinismo, pero no existe la ilusión de la libre elección. Uno siente sus creencias como impuestas a la fuerza.
Diremos que como se ha explicado que la voluntad no tiene nada que ver con las creencias, pero el creyente siente la necesidad de ser creyente, entonces claramente no tenemos más remedio que definir la elección y la voluntad como algo así como la unidad y la conexión con las creencias por parte del creyente, y este es el placer y la alegría con que Él nos ha bendecido cuando nos ha bendecido con Su fe y diligencia para mantener su verdad, y esto es claramente una cuestión de voluntad y elección. 

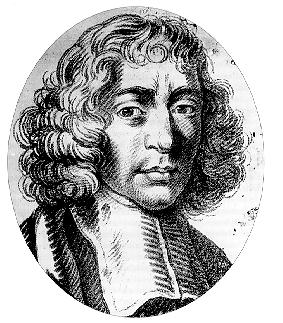
Benedict (Baruch) Spinoza

En este sentido, las preguntas más importantes son: cómo encaja esta enseñanza con el principio de retribución y cuál es el significado de los mandamientos. En efecto, ¿qué sentido tiene castigar al criminal y recompensar al justo cuando éste no fue libre en sus actos? Crescas da dos respuestas a esto. En primer lugar, la recompensa llega por sí misma, igual que un hombre se quema al acercarse demasiado al fuego. Los mandamientos, por otra parte, están pensados para salvar al hombre de los problemas. En otro lugar, Crescas sugiere que los castigos y las recompensas no vienen por las acciones, ya que están determinadas, sino por los sentimientos que acompañan a esas acciones. El determinismo de Crescas se extiende así a las acciones y creencias de una persona, pero no a sus emociones. Una persona puede ser atea a su libre albedrío, pero sentirse triste por ello. Esta libertad residual distingue el determinismo de Crescas del de Spinoza Crescas no parece sugerir ninguna retribución por las creencias, que, como ya se ha dicho, carecen de la ilusión de libertad
Según algunos estudiosos, es posible que Crescas quisiera dar consuelo a los marranos que sufrían el bautismo forzado. Las opiniones deterministas de Crescas fueron criticadas por Samuel David Luzzatto, que las consideraba una fuente de herejía Spinozismo. Un investigador posterior, Harry Wolfson, también señaló que la tesis de Spinoza de que el libre albedrío es una ilusión ya había sido formulada por Crescas.

## Enlaces
- Artículo de la Enciclopedia Aragonesa Archivado el 5 de marzo de 2016 en Wayback Machine.

- Datos: Q528415
- Multimedia: Hasdai Crescas / Q528415